# Liste polnisch-litauischer bildender Künstler
Die Liste polnisch-litauischer bildender Künstler enthält Maler, Bildhauer und Kupferstecher, die in Polen-Litauen bis in das 18. Jahrhundert tätig waren.
Zu diesem Gebiet gehörten auch Teile der heutigen Ukraine und von Belarus.

## Künstler

### Maler

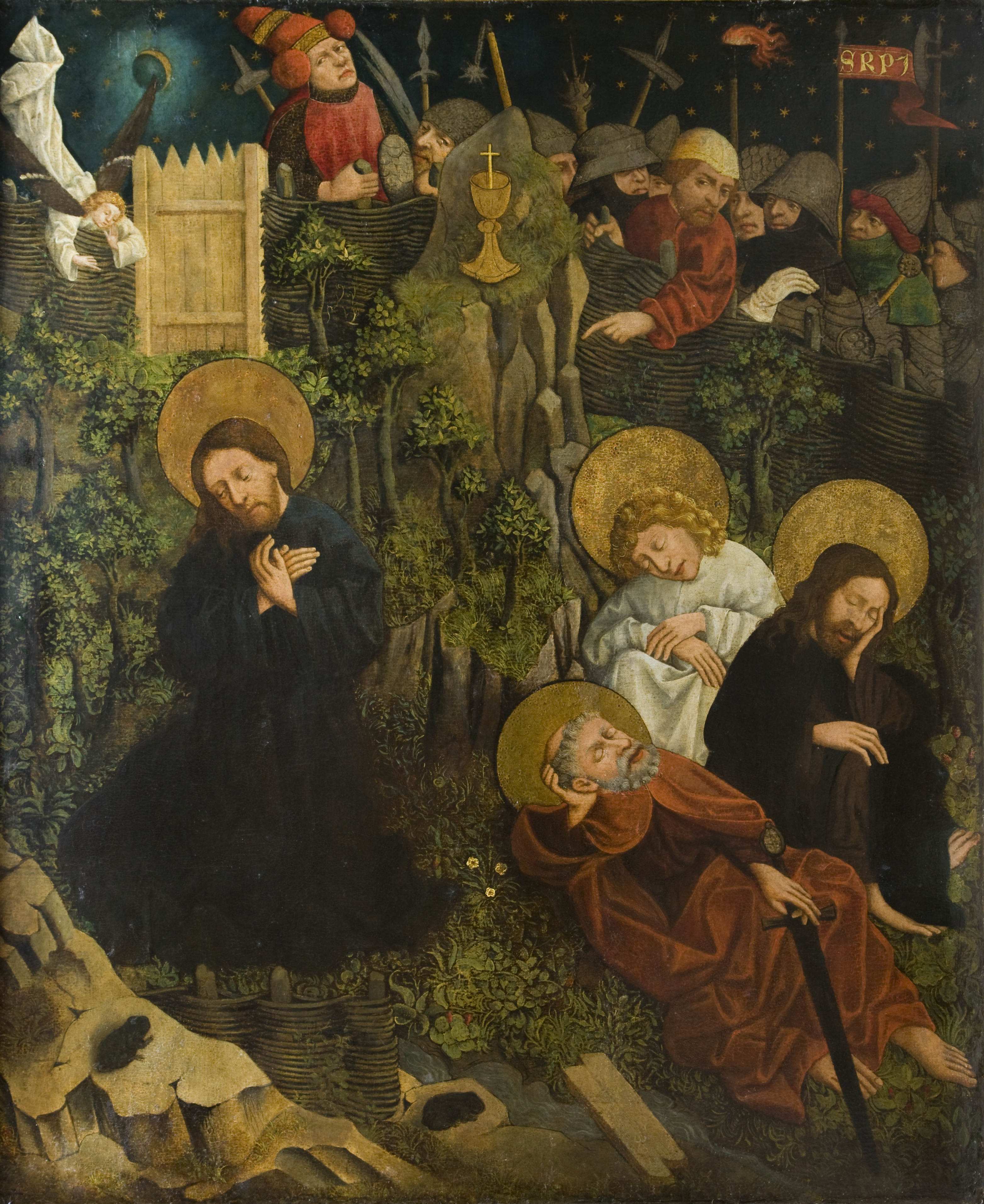
Nicolaus Haberschrack, Jesus in Gethsemane

Daniel Schultz: Selbstporträt, um 1635

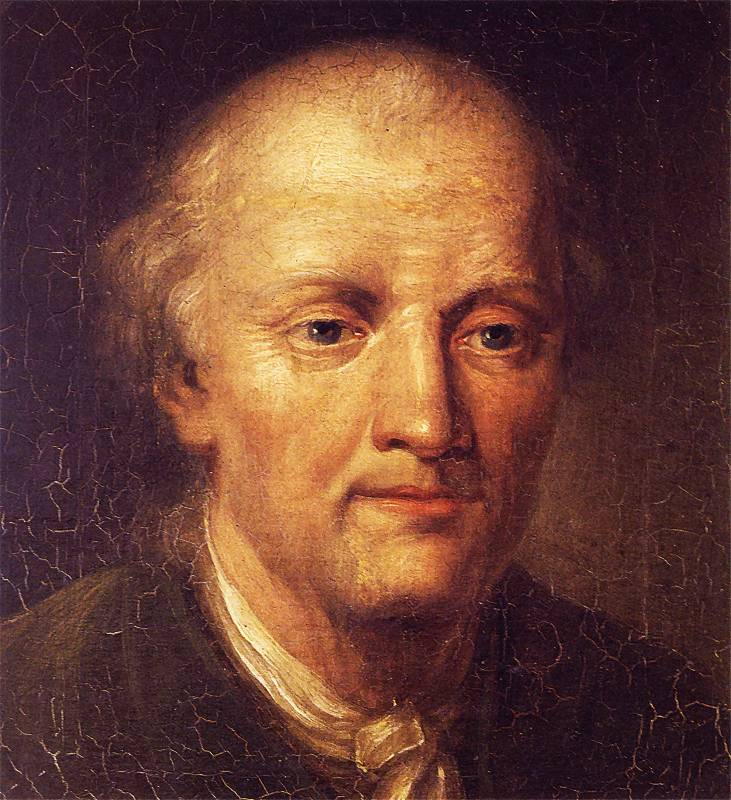
Szymon Czechowicz, Selbstbildnis

- Stanisław Durink (During, † 1492), Miniaturmaler in Krakau
- Nicolaus Haberschrack († 1486), bedeutender Maler in Krakau
- Johannes Magnus (Jan Wielki, um 1430/40–1497),  Krakau
- Martin Schwarz (Marcin Czarny, erwähnt 1477–1509), Krakau
- Adam aus Krakau und Adam aus Lublin († 1510/20), Krakau
- Hans Suess von Kulmbach (um 1480–um 1522), Mitarbeiter von Albrecht Dürer in Nürnberg, 1514/15 in Krakau
- Hans Dürer (1490–1534), Sohn von Albrecht Dürer, seit etwa 1526 in Krakau
- Stanisław Samostrzelnik (um 1480–1541),  Krakau
- Martin Kober (um 1550–um 1598), Hofmaler in Krakau 1583–1586, 1590–1598

- Jacob Mertens († 1609), flämischer Maler in Krakau
- Anton Möller (1563–1611),  „Maler von Danzig“
- Herman Han (1574–1627/28), niederländischer oder deutscher Maler in Danzig und Polnisch-Preußen
- Tommaso Dolabella (um 1570–1650) italienischer Maler in Danzig
- Izaak van den Blocke (1572–1626),  Danzig
- Bartholomäus Strobel (1591–nach 1647), schlesischer Maler, in Polnisch-Preußen seit 1634
- Daniel Frecher († nach 1664?), Krakau
- Jeremias Falck (1610–1667),  Danzig
- Daniel Schultz (um 1615–1683), Danzig
- Johann Schretter (um 1620–1685), Polnisch-Preußen, Wilna (Vilnius)
- Andreas Stech (1635–1697), Danzig
- Karl Dankwart († 1704), schwedischer Maler in Schlesien, auch in Tschenstochau und Krakau, Hofmaler
- Jerzy Siemiginowski-Eleuter (um 1660–1711)
- Szymon Czechowicz (1689–1775)

### Bildhauer

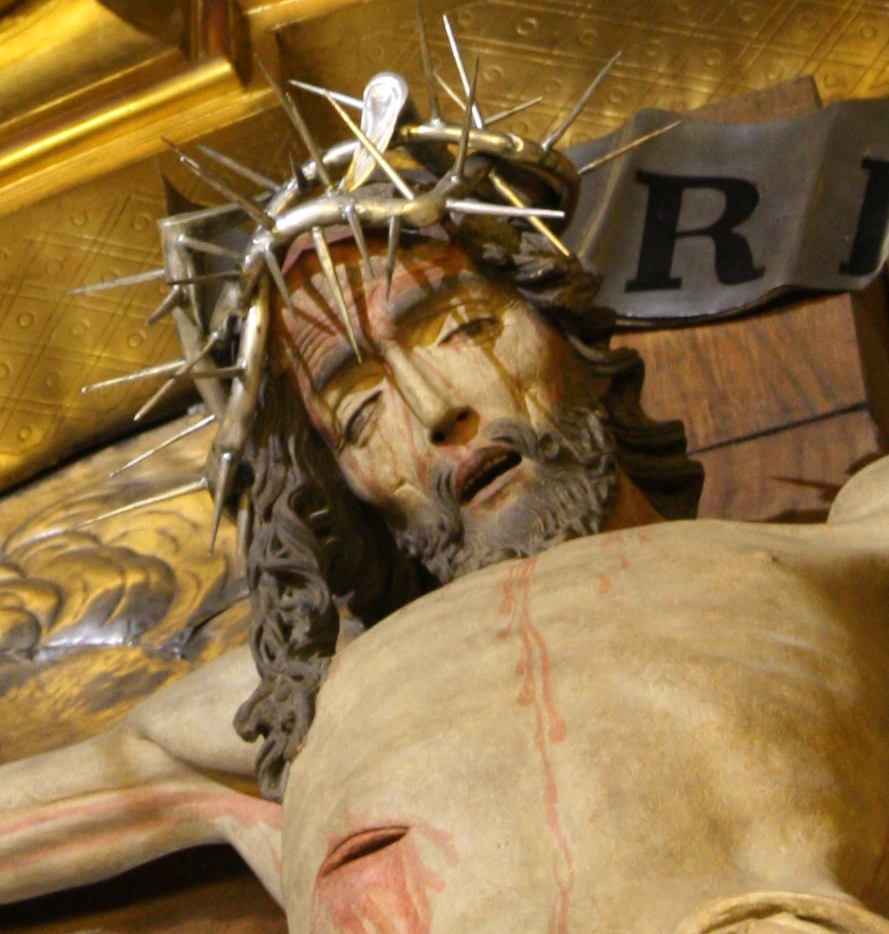
Veit Stoß: Kruzifix, Krakau, um 1480/96

- Michael Pictorellus (um 1430/40–nach 1491), Krakau, erwähnt  1466–1491
- Veit Stoß (um 1447–1533), deutscher Bildhauer, in Krakau 1477–1496
- Jörg Huber (erwähnt 1495–1509), Krakau
- Stanislaus Stoß (um 1478–1528), Krakau
- Hans Snycerz († 1545), Krakau
- Sebastian Tauerbach († 1552),  Krakau
- Giovanni Cini (1490/95–1565), italienischer Bildhauer in Krakau
- Giovanni Maria Mosca (1493–1574), italienischer Bildhauer in Krakau
- Jan Michałowicz (um 1530–1583), polnischer Bildhauer in Krakau

- Willem van den Blocke (1550–1628), niederländischer Steinmetz und Architekt in Danzig
- Abraham van den Blocke (1572–1628), niederländischer Steinmetz und Architekt in Danzig
- Wilhelm Richter (1599/1600–1667), Danzig
- Andreas Schlüter (1634–1714), Danzig und Warschau 1675–1693
- Christoph Sapovius (1650/60–1710), Danzig
- Georg Hankis (Jerzy Hankis, 1653–um 1715), polnischer Bildhauer in Krakau
- David Heel (1671–1727), deutscher Bildhauer in Krakau und Kleinpolen

- Johann Heinrich Meißner (1701–1770), Preußen
- Johann Georg Plersch (1704/05–1774), deutscher Bildhauer in Warschau
- Johann Georg Pinsel († um 1761), deutscher Bildhauer in Galizien/Rotruthenien und Lwów (Lemberg)
- Antoni Osiński (um 1720–1764), Bildhauer in Lwów (Lemberg)
- Sebastian Fesinger († 1770), deutscher Bildhauer in Lwów (Lemberg)
- Maciej Polejowski (nach 1734–nach 1794), ukrainischer Bildhauer im Lemberger Land

### Kupferstecher und Graveure

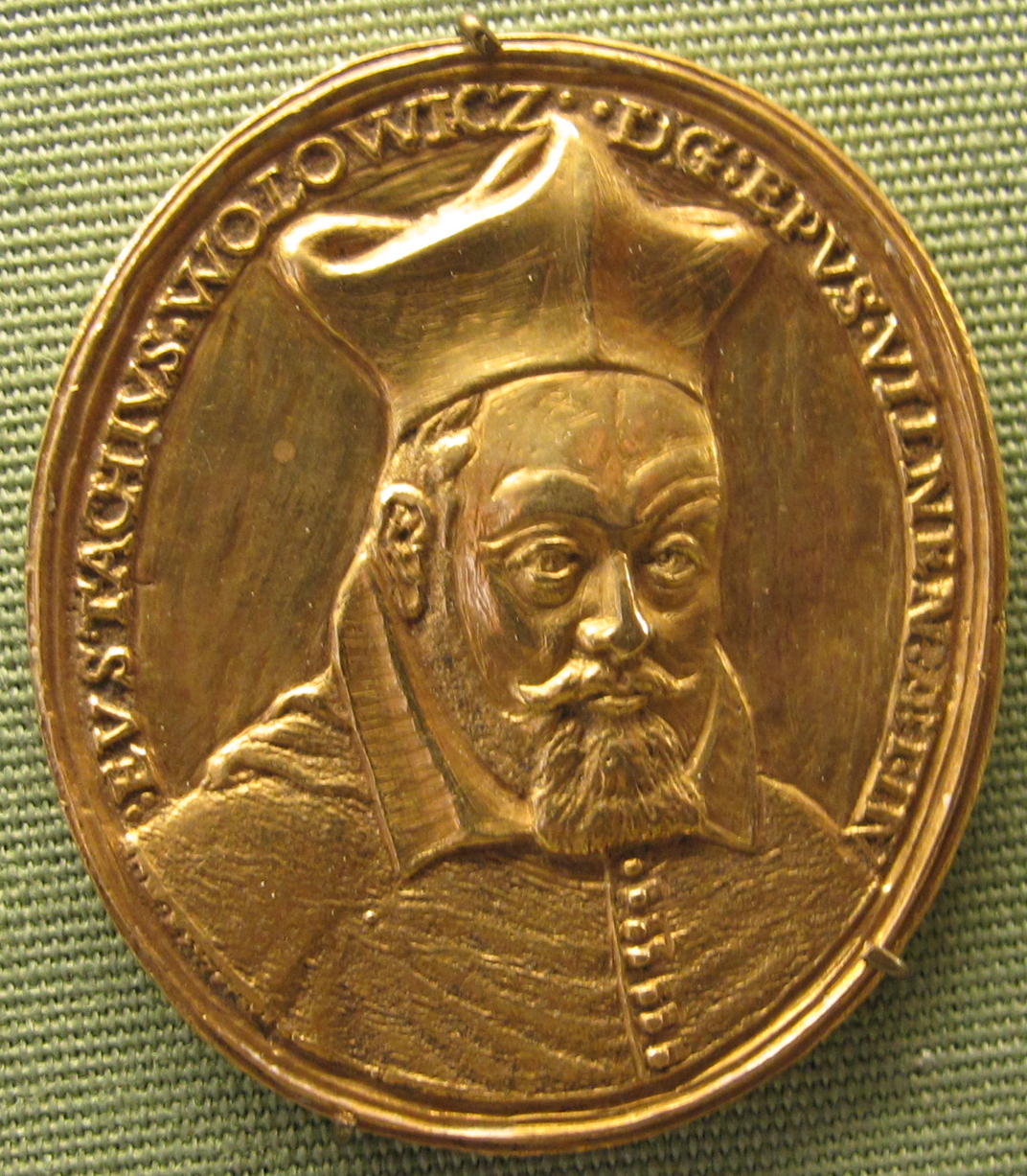
Johann Engelhart, Goldmedaillon, 1626

- Martin der Goldschmied (Marcin Marciniec, † 1518), bedeutender Goldschmied in Krakau
- Johann Engelhart (um 1585–um 1640), Graveur und Kupferstecher in Vilnius
- Willem Hondius (1597–1652/58), niederländischer Kupferstecher und Kartograph in Danzig und der Ukraine seit 1536–um 1650
- Conrad Götke († nach 1666), schwedischer Kupferstecher in Wilna (Vilnius) und Lubecz (Ljubatsch)